# Münchhausens Abenteuer auf dem Mond
Münchhausens Abenteuer auf dem Mond (Originaltitel: Le secret des Selenites) ist ein französischer Zeichentrickfilm von Jean Image aus dem Jahr 1983, der im Grunde einen zweiten Teil darstellt. Der erste Teil aus dem Jahr 1979 trägt den Titel Der Baron von Münchhausen.

## Handlung
Der Film beginnt im Jahre 1787. Münchhausens Onkel Sirius, ein Sternenkundiger, regt die Abenteuerlust seines Neffen, des Barons Münchhausens, an. Auf dem Mond sollen die Seleniten leben, die das Geheimnis der Unsterblichkeit kennen. Auf einem Schiff, welches mit Heißluftballons aufgerüstet wurde, reist er 1789 zusammen mit seinen Freunden zum Mond und trifft dort nicht nur auf die freundlichen Seleniten, sondern auch auf weitere, doch feindliche, Außerirdische, welche ebenfalls die Unsterblichkeit, die durch einen Talisman ermöglicht wird, für sich beanspruchen, was dazu führt, dass  der Baron und seine Freunde in weitere Abenteuer geraten. Schließlich erringt der Baron das Geheimnis der Seleniten. So endet der Film im 20. Jahrhundert, in dem es mittlerweile riesige Wolkenkratzer und fliegende Autos gibt und der Baron Unsterblichkeit erlangt hat.

## Synchronisation
| Rolle                     | Originalsprecher  | Deutsche Fassung |
| Münchhausen               | Dominique Paturel |                  |
| Der Sternenkundige Sirius | Pierre Destailles |                  |
|                           | Serge Nadaud      |                  |
| Bizeps                    | Jacques Marin     |                  |
|                           | Marc Dudicourt    |                  |
| Sausebraus                | Georges Atlas     |                  |
|                           | Pierre Mirat      |                  |
|                           | Robert Rollis     |                  |
| Lundi                     | Philippe Castelli |                  |
|                           | Angelo Bardi      |                  |
| Astuce / Lunus            | Jacques Ciron     |                  |
|                           | Gabriel Jabbour   |                  |

## Hintergrund
Fünf Jahre nach Der Baron von Münchhausen produzierte Jean Image zum besagten Film diesen zweiten Teil.
Der Film hatte am 1. Februar 1984 in Frankreich seine Premiere. Darüber hinaus war der Film in Ungarn, den USA und Portugal zu sehen.
In Deutschland war der Film erstmals am 24. Dezember 1994 auf RTL 2 zu sehen.

## Kritik
Das Lexikon des internationalen Films urteilte: „Sympathisch gestalteter Zeichentrickfilm, dessen Geschichte Witz und Einfallsreichtum weitgehend vermissen läßt. Kindern bietet der Film jedoch fesselnde Unterhaltung.“